# 501
501 је била проста година.

## Догађаји
- Домангарт Рети је наследио свог оца Фергуса Мора, након што је умро током похода против Пикта. Постаје нови краљ Дал Риате (савремене Шкотске).
- Бургундски грађански рат: Краљ Гундобад крши своје обећање о плаћању данака и враћа своју војну моћ. Он опседа свог брата Годегисела у граду Виене (Бургундија) и убије га у аријанској цркви заједно са епископом.
- Мурјеонг постаје краљ Баекјеа (једног од три краљевства Кореје).Током његове владавине, краљевство остаје у савезу са царством Сила и проширује своје односе са Кином и Јапаном.
- 5. јун – Ахкал Моʼ Нахб И постаје нови владар мајанског града-државе Паленке (у данашњој држави Чијапас у јужном Мексику) и влада до своје смрти 524. године.
- Маје су на врхунцу економског просперитета. Цивилизација у Теотихуакану почиње да пропада и њени људи мигрирају у највећи град Маја, Тикал, доносећи са собом идеје о оружју и новим ритуалним праксама.
- Медицинска књига Сусхрута Самхита постаје класик медицине у Индији. Књига садржи описе хирургије, болести, лековитог биља и детаљну студију о анатомији.
- Папа Симах, оптужен за разне злочине од стране световних власти које подржавају његовог црквеног противника, тврди да световни владар нема јурисдикцију над њим. Сабор одржан 502. потврдиће то гледиште.